# NGC 399
NGC 399 é uma galáxia espiral barrada (SBa) localizada na direcção da constelação de Pisces. Possui uma declinação de +32° 38' 01" e uma ascensão recta de 1 horas, 08 minutos e 59,1 segundos.
A galáxia NGC 399 foi descoberta em 7 de Outubro de 1874 por Lawrence Parsons.